# Imi (gegant)

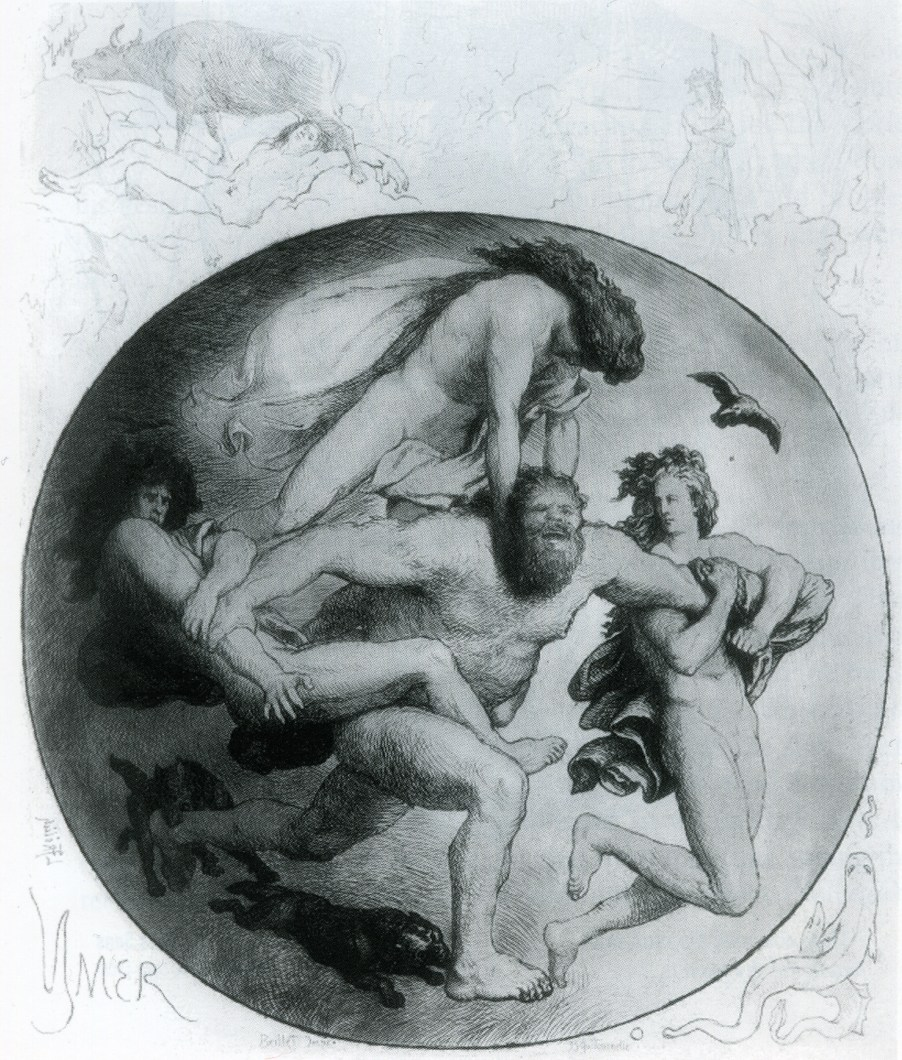
Els fills de Bor maten Imi en aueesta il·lustració de Lorenz Frølich

En la mitologia escandinava, Imi o Ímir (en norrè Ymir, acusatiu Ymi) era un malvat gegant nascut de quan l'escalfor de Múspel es va topar i va fondre els gels freds de Niflheim.

## Llegenda
Mentre dormia bevia de la llet d'Audhumla. De les seves cames en va néixer un gegant mascle. De la suor de l'aixella esquerra van sortir dos gegant dels dos gèneres. D'aquests van descendir tots els gegants de gel.
Segons l'Edda en Prosa fou assassinat per Odin, Vili i Ve, els quals l'odiaven. Amb el seu cervell formaren els núvols. La terra amb la carn de la que van néixer per generació espontània els nans. Les dents i els ossos formaren les roques i la pedra. La seva sang va formar llacs i rius envoltant la terra. La seva calavera fou penjada en el cel pels quatre nans Nord, Sud, Est i Oest. Les seves celles seviren per protegir el pas cap a Asgard. Tanta sang va perdre que va ofegar a tots els gegants gelats tret d'en Bergelmir i la seva muller que varen escapar en el tronc d'un arbre.